# 용인 전투
용인 전투(龍仁戰鬪)는 임진왜란 당시 1592년 7월 13일(음력 6월 5일) 경기도 용인에서 이광과 윤선각 등이 이끄는 전라도 이광 4만, 전라도방어사 곽영 2만 + 충청도 윤선각 1만 5천의 약 7~8만 남도근왕군(南道勤王軍)이 겨우 1600명의 일본군에게 크게 패한 전투이다. 이 전투는 한국사 5대패전 (칠천량해전,쌍령전투,현리전투,주필산 전투)중 하나이다. 훗날 권율은 황진과 함께 와신상담을 성공하고 행주대첩에서 성공을 거두었다.

## 배경
음력 4월 28일 조선의 맹장 신립이 충주 탄금대 전투에서 크게 패하자 전라감사 이광 4만과 전라도 방어사 곽영 2만, 충청도 순찰사 윤선각 1만 5천으로 도합 8만 병마가 용인에서 집결하였다. 이광 등이 전라도에서 4만을 이끌고 전라도 방어사 곽영이 2만 군사를 거느리고 진격한다.이광을 맹주로 삼은 뒤 남도근왕군이라 칭했다.  경상도 김수에겐 군사가 수백 혹은 없었다.
총합 7~8만여 명인데 그들은 10만이라 호칭했다. 이광이 처음 출발할 때 군사수도 10만이었다.
장양공전서엔 승병까지 합쳐진 10만이라 나온다.
음력 6월 4일에 최초의 전투를 치렀는데 김수가 홀로 경상도의 장사 50명에게 돌격 명령을 내리고 유곡 찰방 김충민이 적 1명을 베고 봉사 정기룡과 강만남과 군수 김경로 등이 각각 하나씩 베었고 동향인 박태고가 왜군 2명을 쏘아 죽이는 등 초기에 5명의 적을 죽여 전과를 올렸다.

## 경과
그러나 장수들은 작전 회의에서 의견이 달라 크게 갈라졌다. 광주 목사 권율은 이광에게 사기를 축적하면서 조정의 명을 들어야 한다고 하였고 어떤 사람은 수원의 독성산성으로 먼저 가서 진을 쳐야 한다고 했다.
그러나 이광은 군율을 어기고 권율의 계책을 따르지 않았다. 이광은 선봉장 이지시와 전라도 방어사 곽영, 방어사 백광언의 1000명의 군사들과 합세해 7월 13일(음력 6월 5일) 왜군을 공격했다. 권율이 다시 신중하게 전투를 치르라고 경고를 보냈음에도 불구하고 백광언은 적이 적은 것을 보고 먼저 갔다가 선봉장 이지시, 이지시의 동생 이지례와 함께 왜군의 탄환에 맞아 전사했다.
맹장이었던 백광언과 이지시가 죽자 사기가 크게 떨어졌다. 다음날인 7월 14일(음력 6월 6일) 군사들이 밥을 지어 먹으려고 할 때 왜군이 산골짜기를 따라 기습하여 크게 패해 이광과 김수, 곽영은 도망쳤다.

## 결과 및 영향
조선군 7~8만 명은 겨우 1600명의 왜군에게 패배하였다. 호성감 이주는 선조에게 말하기를 자신이 용인에 도착해서 직접 보니 삼도의 근왕병이 모인 숫자가 거의 8만이라고 말했다.
선조는 "8만의 병마兵馬가 무슨 까닭으로 한번에 무너졌느냐"고 당시 삼도연합군 8만 대군의 숫자와 그 붕괴 모습을 목격한 호성감(湖城監) 이주(李柱)에게 질문했다.
호성감(湖城監) 이주(李柱)는 신익이 여러차례 진을 옮기며 도망치고 백광언(白光彦)·이지시(李之詩)는 절도를 그르쳤기 때문에 싸움에서 졌다고 말했다.

당시 사관의 기록인 기재사초에도 " 전라도 관찰사 이광(李洸), 경상도 관찰사 김수(金睟), 충청도 관찰사 윤선각(尹先覺) 등이 군사 8만을 거느리고 바로 서울로 향하였는데
그 길이가 40,50리에 걸쳐 행군하였으며 양떼 몰듯 하였다."라고 적혀있다.
"전라도 관찰사 이광(李洸), 경상도 관찰사 김수(金睟), 충청도 관찰사 윤선각(尹先覺) 등이 군사 8만을 거느리고 바로 서울로 향하였다. 이때에 충청도와 경상도는 모두 잔패(殘敗)를 입었으나, 유독 전라도만은 물력(物力)이 온전하여 병사와 기계와 군대 물자와 짐실은 수레가 40ㆍ50리에 가득 차니, 원근에서 그 말을 듣고 기뻐하지 않는 사람이 없었다. 조정에서도 전라도가 꼭 성공할 것으로 여겨 손꼽아 승전의 첩보가 오기를 기다렸다. 김수는 패한 나머지 겨우 관군 1백여 명을 인솔하고 이광에게 소속되었다. 이광이 거느린 군대는 모두 정예롭고 용맹스러운 병사로 경상도 사람을 얕보았다. 그래서 김수 이하가 업신여김을 받아, 기가 꺾이지 않은 사람이 없었다. 이광은 또 어리석고 겁이 많아 병법을 알지 못했으니, 행군할 즈음에 군사들을 양(羊)을 몰아 풀 먹이는 것같이 하여 흩어져 통일성이 없었으며, 앞과 뒤를 서로 알지 못하였다. 용인현(龍仁縣)의 남쪽 10리 밖에 진을 치니, 적은 처음에 그 군세가 대단함을 보고 감히 나오지 못했다."
기재사초를 적은 사관은 용인에 진을 친 삼도연합 8만 대군의 위세에 적이 그 군세가 대단하여서 감히 나오지못했으나 이광이 군대를 양떼같이 몰고다니며
언덕 위의 적군의 목책과 집으로 무작정 돌격하다가 짙은 안개가 끼이고 적들의 조총 난사에 왜군 4~5천이 나아오자 8만의 군대가 잠깐동안에 다 흩어져버렸다고 적고있다.
8만 대군이 버리고간 궁시(弓矢)ㆍ도창(刀槍)ㆍ양자(糧資)ㆍ기계(器械)ㆍ의복(衣服)ㆍ장식(裝飾)이 낭자하게 버려져서 개울을 메우고 골짜기에 가득하여 이루 다 기록할 수 없었다. 산골짜기에 숨었던 촌민들이 밤을 틈타 주워 모아 이것으로 생계를 유지하여 산 자가 매우 많았다.

8만 대군은 적의 칼날들에 도륙당해 모두 도주해 흩어진후 무수히 굶어죽어 3만만 남았다고한다.
그러나 다 그러한건 아니었으니 광주 목사 권율은 휘하 부대를 수습하여 그 군사로 후에 이치 전투에서 승리했다. 궤멸된 조선군 중에선 각지로 흩어져 재합류하거나 의병활동을 했던 것들이 사료들에 나타나 보이지만 이후로 8만, 10만만한 규모로 조선군이 결집되지는 못하였다.
이광은 책임을 지고 파직되어 고문을 당하고 유배되었고 이 전투에서 승리한 왜장 와키자카 야스하루는 명장으로 이름을 떨치게 되었다. 또한 황진만이 자신의 부대를 온전히 유지한채 퇴각하게 되었다.
류성룡은 이 전투에 대하여 《징비록》을 통하여 '흡사 봄놀이 같았더라'라고 힐평하였다.

근왕병이 서로 모이는 것부터 용인전투까지의 과정은 다음과 같다.
충청도순찰사 윤선각은 중원中原(충주) , 서원 , 황간 3차례 전투 패전 후 충청도 병兵 2만 5천 중 1만이 사라지자 1만 5천을 거둔다.
청주 이동의 고을들은 적로에 의해 막히고 백성들은 고을의 수령들과 함께 산골짜기로 올라가 피해있어 그쪽 군정軍丁과 백성들의 숫자를 알수가없었다.

전라도순찰사 이광 곽영은 본래 전라도 남자 8만을 거느리고 공주까지 갔다. 이 병력은 아주 단기간에 각 고을 수령들로 하여금 급하게 모은 병력이었다.
그런데 전라도 군사들이 반기를 들고 무수히 돌아가니 전라도절도사 최원으로 하여금 토벌하게하여 전라도를 지키도록하니

전라도순찰사 이광은 4만 군사를 거느리고
전라도방어사 곽영은 따로 2만의 군사를 거느리고 출발해 이광 곽영은 직산에서 충청도순찰사 윤국형이 거느리고온 1만 5천 대군 ,
경상도 순찰사 김수가 이끌고온 군사 0명과 만난다.

윤국형(윤선각)은 직산에 13 고을 군사 7천을 직산에 매복시키고 후방을 지키다가 일본군이 뒤로부터 기습을 하려하거든 뒤에서부터 치라고
명한다.
윤국형은 충청병사 신익 방어사 유옥과 함께 8천 군사를 거느리고 6월 28일 경기도 평택 '진위振威' 들판에 도착한다. 이때 삼도근왕병의 숫자는 무려 68000이었다. 거의 7만이었다.
이광 윤선각 김수는 이를 대충 '6만'이라 하고 수원에 올라가 치계한다.

이 때 전라도는 근왕병이 다 떠나버린 덕분에 도내가 텅텅 비어있었다.
진위들판에 도착한 이광 윤선각 김수는 진위 들판에서 작전회의를 여는데. 이때 그들은 자신들의 군사를 10만이라 칭했다.
그 이유는 진위들판에 경기도 피난민과 충청도 피난민까지 모여서 무려 13만의 군세를 이루었기 때문이다.
이때 삼도근왕병에는 남자들이 새로 자원하여들어와 근왕병의 병마는 8만이 되었다. 피난민들까지 합치면 13만이었다.
이광은 그들을 양떼 몰듯이 몰고가다가 배고프면 식량들을 먹였다.
군량 운반은 백여리에 뻗치고 깃발은 해를 가렸다.
그래서 선조실록,기재사초에는 용인에 온 삼도근왕병의 숫자가 8만으로 나온다.

그 상태로 삼도근왕병은 진위벌판에서 진군. 수원을 거쳐 용인 들판까지 쭉 진군해갔다.
6월 3일 수원 독산성으로 삼도근왕병 13만이 오니 수원의 일본군은 엄청난 대병력이 갑자기 오는 것을 보고 퇴각해 용인으로 조선군을
유인한다.
이광은 양천 북쪽 포구를 건너서 서울의 일본군을 앞뒤로 들이치기위해 조정에 지원 요청을 보낸다.
충청순찰사 윤국형은 수원의 적이 공격하지도않았는데. 달아나는걸보고 수상히 여겼다. 그는 진위들판 말고는 경기도와 충청도 사이에는
군사를 주둔시킬만한 곳이 하나도 없으므로 용인의 일본군과 죽산의 일본군이 조선군의 보급로를 차단한다면 위태롭다고 판단했다.
그래서 한 진을 진위에 남겨두려했으나 근왕군 사령부의 반대로 이루어지지못했다.
중위장 광주 목사 권율이 임진강에 방어선을 쳐야하며 그러면 군량길이 뚫린다면서 소수의 잔챙이들을 상대할 시간이 없다고 했다.
그러나 이광은 이를 듣지않았다.
권율은 백광언 이지시가 적을 가벼이 여기는 교만한 상태에 빠져있기에 자신의 군사가 가까이 오기까지 일본군과 교전하지말라했으나
백광언 이지시는 권율의 말을 금세 잊어버렸다.
이때 서울의 일본군 사령관들은 각각 은빛 칠한 가마를 타고 성대하게 열병하여 군대의 위엄을 보였다.
붉은 옷을 입은 부녀들이 말을 타고 쌍을 지어 나오는데 날마다 그치지 않아서 엄청나게 장대했다.
일본군의 기동부대가 광주(廣州)에서 와서 숨어 있다가 조선군이 양천에 이르기를 기다려 남쪽에서 습격하여 몰아쳐서 양천 강물에
전부 밀어넣어 익사시키려하고 있었다.
그래서 조선군은 임진강으로 가기도 힘들었다.
백광언,이지시는 이광에게“우리 군사는 비록 많다 하나 모두 여러 고을에서 모은 오합지졸이니 병력의 많음과 적음을 논하지 말고 모두 그 고을 수령을 장수로 삼아 어느 고을은 선봉을 하고 어느 고을은 중군을 시켜 한 곳에 모이지 말고 10여 둔으로 나누어 있으면 한 진이 비록 패하더라도 곁에 있는 진이 계속해 들어가서 차례차례 서로 구원하게 되니 이긴다면 반드시 완전히 이길 것이고, 패하더라도 전부가 패하지 않을 것이오.”
라고 했으나 이광은 무시했다.
6월 5일 이광이 용인현 남쪽 10리에 나아가 진치고 선봉장 백광언(白光彦)을 시켜 용인에 가서 정탐하고는 일본군이 용인 현(縣)의 북쪽 문소산(文小山)에 진을 치고 있음을 확인했는데. 그 기세가 약해 보였다.
이광은 백광언이 과거 자기에게 칼을 가지고 "왜 빨리 근왕안하느냐"고 협박해서 자신이 거기에 항복한 기억이 떠올라 화가 났다.
백광언이 도로를 정탐하고 돌아와서 이광에게 길이 좁고 나무가 빽빽해서 진격이 쉽지않다고 고하니
군령을 어겼다는 죄목을 들이대며 이광이 백광언을 곤장을 심하게 쳐서 거의 죽게 되었다.
백광언이 분하여 말하기를, “차라리 적에게 죽겠다.” 하고 상처부위를 싸매고 일어나 이지시와 더불어 출격한다.
이광이 백광언과 이지시가 거느린 정병精兵 2천으로 하여금 육박전을 계획한다.
이광은 조방장 이지시와 선봉 수령들을 광언에게 소속시키고 적이 금방 가시권에 들어왔다 하고 출격하게했다.
광언ㆍ지시가 바로 적의 진터까지 달려들어 나무하고 물긷는 적병 10여급을 일방적으로 학살한다.
그러자 모든 군사들이 적을 가볍게 여기고 교만한 기색이 보였다.
밤이 되어 광언 등을 시켜 적의 진을 기습하여 울타리를 넘어 바로 들어가 칼을 휘두르고 마구 찍어 머리 10여 개를 베었다.
그렇게 묘시부터 사시까지 문소산 일본군에게 도전을 걸었으나 일본군은 나오지않았다.
육박전으로 묘시부터 사시까지 도전하여도 적이 나오지 않았다.
충청도순찰사 윤국형과 신익 유옥 충청도군도 함께 공격했다.
오시가 되자 조선군은 기운이 풀렸다. 마침 짙은 안개가 꽉 차서 지척을 분간하지 못하였다. 진중에 있던 적이 모두 언덕에 올라 안개를 이용해서
총을 쏘고 뒤에서 엄습하고 일본군 기동부대가 풀 속으로 기어 들어와서 군중에 들어와 좌우에 베고 찍으니,
이지시ㆍ백광언과 고부 군수 이윤인(李允仁)ㆍ함열 현감 정연(鄭淵) 등이 모두 피살되고 8만 대군이 사기가 빠졌다.
그렇게 2천 정예병이 죽고 충청도군은 겨우 죽음을 면하고 퇴군하여 중도에 주둔하니 광교산 옆이었다.
이 싸움에서 패했다는 보고가 가기도 전에 이광은 진을 옮겨서 일본군을 향해 진격하려 하기에
충청도순찰사 윤국형이“교전한 곳이 얼마 떨어지지 않았는데, 더 앞으로 나간다면 적과의 거리가 가장 가깝게 되므로
설령 불행한 일이 생기더라도 군사들이 물러가 주둔할 곳이 없고, 광교산 근처는 지형이 험하고 평이한지도 탐지해 보지 않았으니, 경솔히 나갔다가는 반드시 후회가 있을 것이다. 그러니 차라리 이곳을 굳게 지키고 계속하여 군사를 더해서 성원하도록 하는 것이 나으니, 그렇게 하면 군사들의 마음도 후원이 있는 줄 알고 두려워하지 않을 터이므로 이것이 상책일 것이다.”하나 이광은 또 다시 무시했다.
신시(申時)에 산림이 우거져서 하늘이 보이지 않는 광교산 근처로 진을 옮겼으니, 지형이 매우 좋지 못한 곳이었다.
이튿날 아침 6일 삼도근왕병 13만이 행진해서 광교산(光敎山)에 진을 치고 아침밥을 먹고 있는데 와키자카 야스하루 기마부대가 갑자기 덤벼들었다.
먼저 온 다섯은 쇠로 만든 탈을 쓰고 백마를 타고 백기를 갖고 칼을 휘두르며 앞으로 돌진했다.
신익이 선봉으로 앞에 있다가 먼저 무너졌다. 연이어 일본군 응원부대 4, 5천이 조선군과 서로 2, 3리 거리에서 대치하여
산골짜기를 따라 깃발들을 펼쳐 군사의 숫자가 많은 것처럼 위장하며 조총을 한번 쐈다.
그러자 10만 장사가 한꺼번에 흩어지는 소리가 마치 산 무너지는 것 같았다.
이광 등은 흰 옷으로 갈아입고 계속해 달아나고 8만 군사가 잠깐 동안에 모두 흩어졌다.
일본 기병 두어 명이 10리나 쫓아오다가 갔다.
이광 등이 교서(敎書)ㆍ인부(印符)ㆍ기(旗)ㆍ군기ㆍ군량 등을 버려서 길이 막혔는데 적이 모두 불태우다가 지쳐 그만뒀다.
삼도근왕병 8만 피난민 5만이 버리고간 궁시(弓矢)ㆍ도창(刀槍)ㆍ양자(糧資)ㆍ기계(器械)ㆍ의복(衣服)ㆍ장식(裝飾)이 낭자하게 버려져서
개울을 메우고 골짜기에 가득하여 이루 다 기록할 수 없었다. 산골짜기에 숨었던 촌민들이 밤을 틈타 주워 모아 이것으로 생계를 유지하여 산 자가 매우 많았다.
조선군 8만명 중 5만명은 굶어죽고 3만명은 무사히 살아돌아갔다.
이로부터는 나라에 방어하는 자가 없게 되어 일본군이 위세를 한껏 떨치면서 마치 무인지경을 달리듯 팔로(八路)를 석권하였다.
그리고 각 두목들을 제도(諸道)에 나누어 보내고 우키다 히데이에는 경성에 주둔하였는데, 부산에서 평양에 이르기까지 각 사(舍)마다 보루를 쌓아 방벽을 삼았다.
이때 일본군의 수가 투항한 조선 농민까지 합쳐 대략 25~26만쯤 되었다.
충청도순찰사 윤국형은 자신의 저서 '문수만록'에 이때 일을 이렇게 회상하였다.
"우리들은 백면 서생으로 병가의 일을 알지 못하여 규모와 계획이 몹시 졸렬해서 마침내 이런 실패를 당했으니, 지금도 생각하면 원통하나 어찌하랴."

이광은 이 패전으로 인해 선조에게 끌려가 죽을 정도로 고문을 당해 몸이 망가졌다.

### 용인 전투의 의미
굴욕의 몽진을 한 선조에게는 왜적에 대한 적개심과 복수심이 가득했다. 도성을 회복하고 반격을 꾀하기 위한 수단이 바로 조선 남부의 군사 8만 명(용인 전투)과 북부의 군사 1만3천(임진강 전투)였다. 비록 도성을 왜적들에게 빼앗기긴 했으나 북상하느라 지치고 많이 상한 일본군을 상대로 반격할 셈이었던 것이다. 그러나 북군과 남군 모두 패하며 조선 자력으로 도성을 회복하지 못하게 된다.

## 인구 손실
- 조선 - 12,00명
- 일본 - 불명